# دکبوران
دکبوران (به انگلیسی: Decaborane) یک ترکیب شیمیایی است. و جرم مولی آن 122.22 g/mol می‌باشد. شکل ظاهری این ترکیب، بلورهای سفید است.